# Batalha de Surabaia
A Batalha de Surabaia foi travada entre soldados e milícias indonésias pró-independência e as tropas britânicas e indianas-britânicas como parte da Revolução Nacional Indonésia, contrária à re-imposição do domínio colonial holandês. O auge da batalha ocorreu em novembro de 1945, sendo a maior batalha da revolução, e tornou-se um símbolo nacional da resistência indonésia. Considerada um esforço heróico dos indonésios, a batalha ajudou a galvanizar o apoio indonésio e internacional à independência da Indonésia. O dia 10 de novembro é comemorado anualmente como o Dia dos Heróis (Hari Pahlawan).
Quando as forças aliadas chegaram, no final de outubro de 1945, o ponto de apoio Pemuda ("juventude") na cidade de Surabaia foi descrito como "uma forte fortaleza unificada". Os britânicos retaliaram com uma varredura coordenada que começou em 10 de novembro, sob a cobertura de ataques aéreos. Embora as forças coloniais tenham capturado a cidade em grande parte em três dias, os republicanos mal-armados lutaram durante três semanas e milhares de pessoas morreram enquanto a população fugia para o campo. Apesar da derrota militar sofrida pelos republicanos e da perda de mão-de-obra e armamento que prejudicaria gravemente as forças republicanas durante o resto da revolução, a batalha e a defesa montadas pelos indonésios galvanizaram a nação no apoio à independência e ajudaram a atrair a atenção internacional.
Para os holandeses, eliminou qualquer dúvida de que a República não era simplesmente um bando de colaboradores sem apoio popular. Também teve o efeito de convencer a Grã-Bretanha sobre a neutralidade na revolução; dentro de alguns anos, de facto, a Grã-Bretanha apoiaria a causa republicana nas Nações Unidas.

## Antecedentes
Em 17 de agosto de 1945, Sukarno e Mohammad Hatta declararam a independência da Indonésia em Jacarta, dois dias após a rendição do imperador japonês no Pacífico. À medida que as notícias sobre a declaração de independência se espalhavam por todo o arquipélago, os indonésios comuns sentiram uma sensação de liberdade que levou a maioria a considerar-se pró-republicanos. Nas semanas seguintes, existiram vazios de poder, tanto de fora como de dentro da Indonésia, criando uma atmosfera de incerteza, mas também de oportunidades. Em 19 de setembro de 1945, um grupo de internados holandeses apoiados pelos japoneses hasteou a bandeira holandesa em frente ao Hotel Yamato (antigo Hotel Oranje, agora Hotel Majapahit) em Surabaia, Java Oriental. Isto provocou a milícia nacionalista indonésia, que sobrepujou os holandeses e japoneses e arrancou a parte azul da bandeira holandesa, transformando-a na bandeira indonésia. O líder do grupo holandês, Ploegman, foi morto por causa da ira das massas, sendo sufocado até a morte.
O comandante japonês em Surabaia, o Vice-Almirante Shibata Yaichiro, deu o seu apoio aos republicanos e deu aos indonésios acesso imediato a armamentos. Em 3 de outubro, rendeu-se a um capitão da Marinha holandesa, o primeiro representante aliado a chegar. Yaichiro ordenou às suas forças que entregassem as armas restantes aos indonésios. Esperava-se que os indonésios os entregassem às tropas aliadas recém-chegadas, mas não o fizeram.
As forças britânicas trouxeram um pequeno grupo de autoridades da administração civil colonial holandesa, denominada Administração Civil das Índias Neerlandesas (Nederlandsch-Indische Civiele Administratie, NICA). Os principais objetivos das tropas britânicas em Surabaia eram apreender armas das tropas japonesas e da milícia indonésia, cuidar dos ex-prisioneiros de guerra e enviar as tropas japonesas restantes de volta ao Japão. Os britânicos ficaram preocupados com a crescente ousadia e aparente força dos nacionalistas, que atacaram as desmoralizadas guarnições japonesas em todo o arquipélago com armas rudimentares, como lanças de bambu, para apoderar-se dos seus armamentos. O monumento da "lança de bambu" ainda é uma característica comum nas cidades indonésias.

Em setembro e outubro de 1945, ocorreu uma série de incidentes envolvendo eurasianos pró-holandeses, e atrocidades foram cometidas por turbas indonésias contra internados europeus. No final de outubro e início de novembro, a liderança das organizações muçulmanas de massas, Nahdlatul Ulama e Masyumi, declarou que a guerra em defesa da pátria indonésia era uma guerra santa e, portanto, uma obrigação para todos os muçulmanos. Kyai e seus alunos começaram a migrar para Surabaya vindos de internatos islâmicos em todo Java Oriental. O carismático Bung Tomo fez uso da rádio local para encorajar uma atmosfera de fanático fervor revolucionário em toda a cidade. Seis mil soldados indianos-britânicos foram enviados à cidade em 25 de outubro para evacuar os internados europeus e em três dias começaram os combates. Após intensos combates entre as forças indianas-britânicas e cerca de 20.000 soldados regulares armados indonésios do recém-formado Exército de Segurança Popular (TKR) e multidões de 70.000 a 140.000 pessoas, os britânicos trouxeram o influente presidente Sukarno, o vice-presidente Hatta e seu ministro Amir Sjarifuddin, e um cessar-fogo foi alcançado em 30 de outubro.